# WWE Hardcore Championship
El WWE Hardcore Championship va ser un campionat de lluita lliure professional que es competia a la World Wrestling Entertainment sota regles violentes.

## Regles violentes
- Sense desqualificacions: qualsevol arma o interferència era legal.
- Falls Count Anywhere: el compte a tres, o la rendició, es podia realitzar a qualsevol lloc.
- No Holds Barred: l'àrbitre havia de permetre qualsevol tipus d'atac, i només podia finalitzar el combat per compte a tres, o si un lluitador es retia.
- Regla 24/7 (afegida durant el primer regnat de Crash Holly el febrer del 2000); significava que el campió podia ser desafiat cada hora (24) de la setmana (7), permetent que hi hagués un enfrontament per canviar de campió sempre que hi hagués un àrbitre present.